# Plagiothecium mildbraedii
Plagiothecium mildbraedii là một loài Rêu trong họ Plagiotheciaceae. Loài này được Broth. miêu tả khoa học đầu tiên năm 1910.